# 정충묵
정충묵(기업인, 1975년 1월 11일 ~ )은 2007년 설립된 대한민국의 기업 한퓨어의 대표이다. ㈜한퓨어는 대한민국의 한방 전문 기업으로, 식품의약품안전처로부터 GMP 인증을 받은 시설을 통해 녹용과 한약재를 공급하고 있다. 전국 8,000여 개의 한의원 및 한방병원에 원료를 납품하고 있으며, 한의약 산업을 기반으로 한 R&D, 고객 맞춤형 서비스 등을 제공하고 있다.

## 개요
한퓨어는 2007년 설립되었으며, ‘견리사의(見利思義)’ — 이로움을 보기 전에 의로움을 먼저 생각하라 — 를 창립 정신으로 삼고 있다. 본사는 서울에 있으며, 포천에 제2공장을 운영하고 있다. 회사는 한의약 산업과의 동반성장을 기업 사명으로 삼고 있으며, 고객 중심 경영과 사회적 가치 실현을 목표로 하고 있다.

## 사업 영역
- 녹용 및 한약재 유통
- 자사몰 및 온라인 유통 플랫폼 운영
- R&D 연구소 운영을 통한 신제품 기획 및 개발
- 기업 문화 및 복지 제도

## 기업 문화 및 복지 제도
한퓨어는 ‘직원이 행복해야 고객도 행복하다’는 철학을 바탕으로 다양한 복지제도를 운영하고 있다. 포천 공장과 서울 본사에는 다음과 같은 ‘행복 경영’ 프로그램이 적용되어 있다.
- 행복수당: 자기계발 및 여가 활동을 위한 월 수당 지급
- 행복식당: 전용 사내 식당에서 건강한 식사 제공
- 행복카페: 휴게 공간에 바리스타급 커피머신 비치
- 행복 냉장고: 직원용 무료 간식 및 음료 제공

## 비전 및 슬로건
한퓨어는 단기적인 이익보다는 한의약 산업의 지속가능성과 신뢰도 향상을 우선으로 하는 윤리경영을 강조하고 있다.
2025년 슬로건은 "One Team! Go Together! 한의원을 위하여!"이며, 이는 한의약 산업과 함께 성장하겠다는 의지와 내부 단결을 상징한다. 매일 아침 전 직원이 이 슬로건을 함께 외치며 기업 철학을 공유하고 있다.

## 수상내역
- 납세자의 날 기획재정부 장관 표창
- 납세자의 날 동대문세무서장 표창
- 여가부 가족친화기업 인증
- 대한민국마케팅대상 - 전문기업부문 대상 수상
- 보건복지부 장관상 최우수상 수상